# Diva Award Immobilie des Jahres

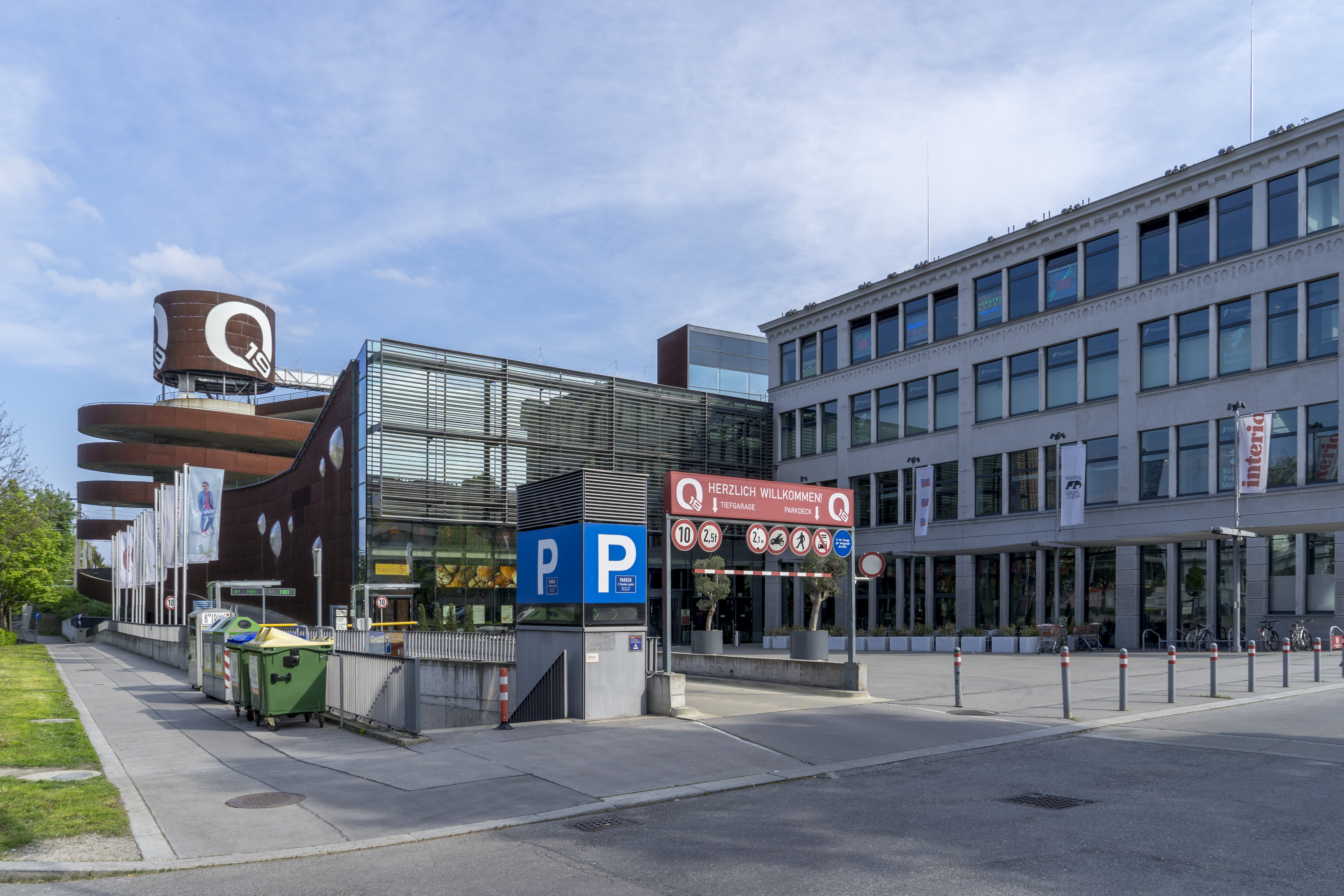
Q19 Einkaufsquartier Döbling (Diva Award 2005)

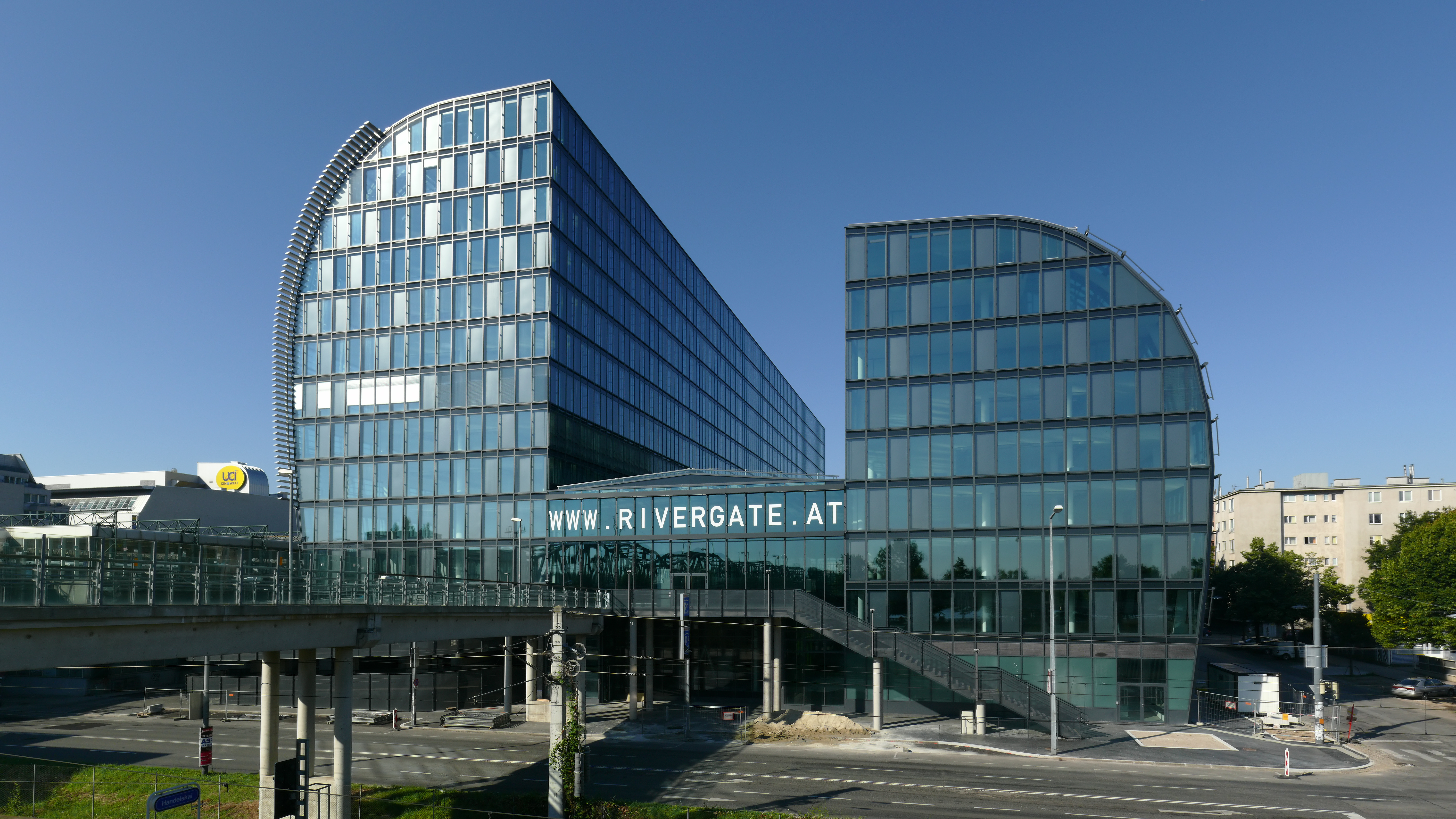
Rivergate (Diva Award 2010)

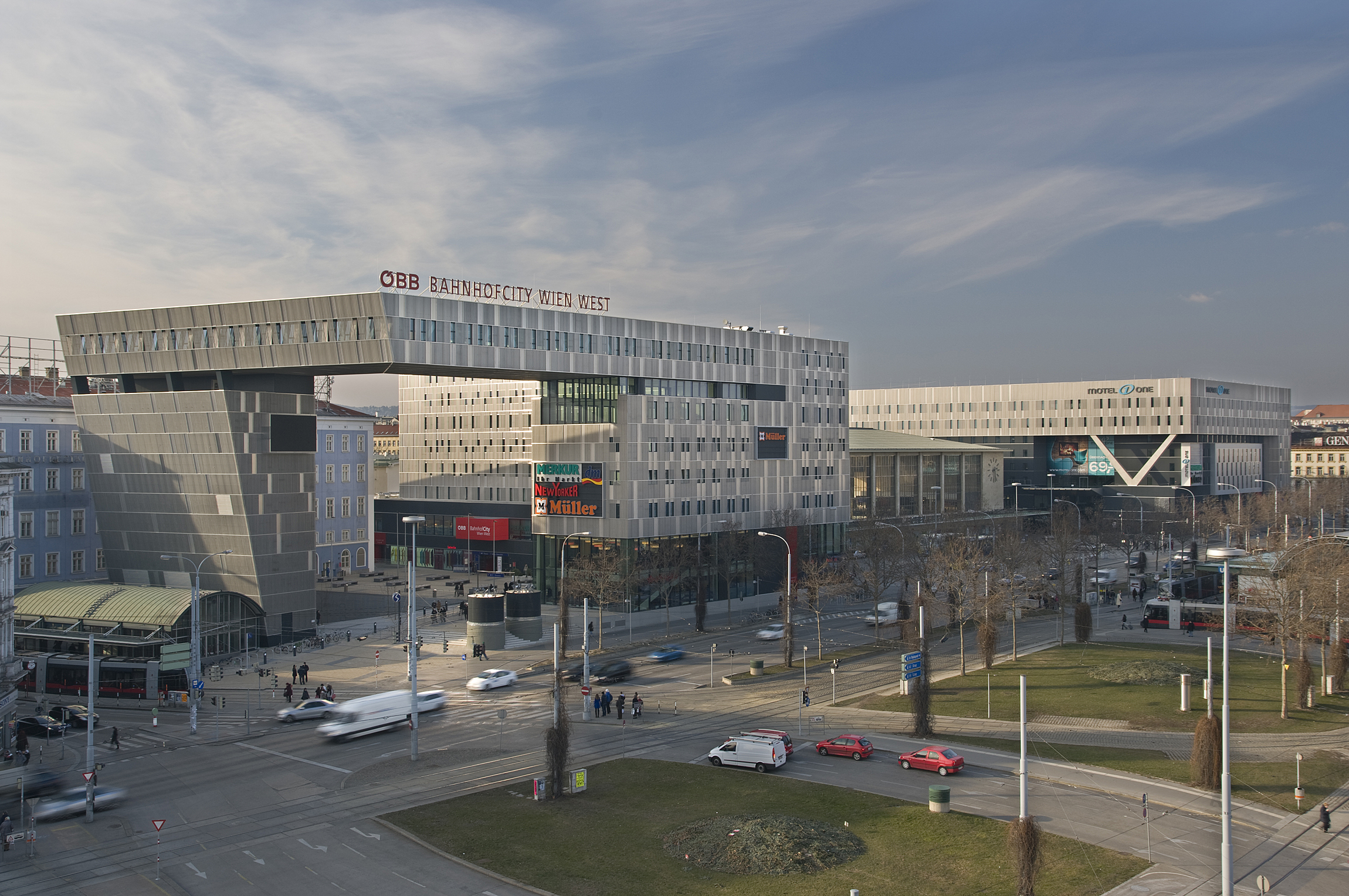
Bahnhofcity Wien West (Diva Award 2011)

Der Diva Award Immobilie des Jahres war von 2002 bis 2012 ein Preis für herausragende österreichische Immobilienprojekte.

## Beschreibung
Ausgezeichnet werden Eigentümer und Projektentwickler, die herausragende, innovative Gesamtkonzepte und Projekte aus dem Bereich der gewerblichen Immobilien von der Idee zur Verwirklichung bringen. Die Jury bewertet dabei Architektur, Innovation, Wirtschaftlichkeit, Marketing und Vermietungserfolg.
Seit 2002 wurde der Diva Award jährlich in Wien verliehen. Gestiftet wurde er von dem namensgebenden Beratungsunternehmen Diva Consult gemeinsam mit dem österreichischen Fachmedium Immobilien Magazin. Der Jury gehörte u. a. der Wiener Stadtrat für Stadtentwicklung und Verkehr Rudolf Schicker an.
Geschaffen wurde die Diva von dem in Wien lebenden Maler und Bildhauer Bernd Fasching. Die Bronzeskulptur entstammt der Reihe Tools, deren Grundlage das bei der Skulpturarbeit verwendete Werkzeug bildet.

## Preisträger
- 2002 WED für den Büroturm Ares Tower
- 2003 Strauss & Partner Development für das Büroprojekt Euro Plaza
- 2004 The Europa Fund und Credo Real Estate AG für das Büroprojekt Office Campus Gasometer
- 2005 Interspar GmbH mit Lorenzateliers für das Q19 Einkaufsquartier Döbling
- 2005 Strauss & Partner Immobilien GmbH und Kapsch Immobilien GmbH für das Büroprojekt Euro Plaza Ausbauphasen 2 und 3
- 2006 S+B Gruppe und Immofinanz Immoanlagen AG für das Büroprojekt City Point
- 2007 Terminal Tower Immobilien GmbH & Co, Porr Solutions Immobilien- und Infrastrukturprojekte GmbH, Real-Treuhand Projekt- und Bauträger GmbH und Raiffeisen-Leasing Immobilienmanagement GmbH für das Projekt Terminal Tower Linz
- 2008 IC Projektentwicklung GmbH für Viertel Zwei[1]
- 2009 IC Projektentwicklung GmbH für Viertel Zwei Rund Vier
- 2010 SIGNA Holding und Raiffeisen-Leasing für Rivergate
- 2011 ÖBB-Immobilienmanagement GmbH für BahnhofCity Wien West[2] bei Wien Westbahnhof
- 2012 apm-holding gmbh mit dem Architekturbüro RKW Rhode Kellermann Wawrowsky für Villaggio Fashion Outlet Parndorf[3][4]
- 2012 Spezialpreis der Jury Asfinag mit Lorenzateliers für Asfinag Bürogebäude[5]